# Craniophora carbolucana
Craniophora carbolucana är en fjärilsart som beskrevs av Hartig 1968. Craniophora carbolucana ingår i släktet Craniophora och familjen nattflyn. Inga underarter finns listade i Catalogue of Life.